# Zheng Jie
Zheng Jie (郑洁S, Zhèng JiéP; Chengdu, 5 luglio 1983) è un'ex tennista cinese.
Nel corso della sua carriera ha ottenuto risultati importanti sia in singolare che in doppio, per un totale di diciannove tornei WTA vinti complessivamente. È stata la prima tennista cinese nella storia a spingersi fino alla semifinale di uno Slam, impresa compiuta a Wimbledon 2008 e nuovamente all'Australian Open 2010; in doppio si è aggiudicata due prove dello Slam a Melbourne 2006 e Wimbledon nello stesso anno in coppia con la connazionale Yan Zi. Insieme alla stessa, ha anche conquistato la medaglia di bronzo alle Olimpiadi di Pechino del 2008.
Destrorsa, ha nel rovescio a due mani il colpo migliore. Le altre principali doti sono la grande mobilità e la notevole intelligenza tattica. Per contro la statura ridotta la penalizza assai in termini di potenza.
In carriera può vantare vittorie su giocatrici top ten come Ana Ivanović, Marija Šarapova, Li Na, Jelena Janković, Dinara Safina e Svetlana Kuznecova.

## Carriera
Assieme a Li Na è la giocatrice di maggior successo del proprio paese. È stata infatti la prima cinese capace di raggiungere una semifinale in un torneo dello Slam (nel 2008 a Wimbledon, sconfiggendo l'allora numero 1 mondiale Ana Ivanović) e la prima ad entrare tra le migliori 15 al mondo, il 15 maggio 2009. Nel 2008 ha vinto il premio per il "Ritorno dell'Anno" (Comeback of the Year), passando in 12 mesi dal numero 163 al 25, dopo aver disputato la semifinale a Wimbledon contro Serena Williams, tuttora suo miglior risultato.
In carriera ha vinto 3 titoli in singolare e 11 in doppio (tra cui 2 Slam). Sempre in doppio ha vinto il bronzo olimpico a Pechino assieme all'amica Zi Yan. Nel 2008 ha devoluto l'intero montepremi di Wimbledon a favore delle vittime del terribile terremoto che ha devastato la sua regione d'origine, il Sichuan.
L'8 gennaio 2012 la cinese vince il torneo di Auckland battendo in finale Flavia Pennetta e a Wimbledon 2012 torna a mettere i bastoni tra le ruote a Serena Williams al terzo turno, dando prova, a detta della stampa, della sua miglior partita in carriera, perdendo 7-6, 2-6, 7-9.

## Statistiche

### Singolare

#### Vittorie (4)
| Legenda: Prima del 2009 | Legenda: Dal 2009     |
| ----------------------- | --------------------- |
| Grande Slam (0)         |                       |
| Ori Olimpici (0)        |                       |
| WTA Finals (0)          |                       |
| Tier I (0)              | Premier Mandatory (0) |
| Tier II (0)             | Premier 5 (0)         |
| Tier III (0)            | Premier (0)           |
| Tier IV (3)             | International (1)     |

| N. | Data            | Torneo                                | Superficie  | Avversaria in finale | Score              |
| 1. | 14 gennaio 2005 | Moorilla Hobart International, Hobart | Cemento     | Gisela Dulko         | 6-2, 6-0           |
| 2. | 7 maggio 2006   | Estoril Open, Estoril                 | Terra rossa | Li Na                | 6(5)-7, 7-5, rit.  |
| 3. | 13 agosto 2006  | Nordea Nordic Light Open, Stoccolma   | Cemento     | Anastasija Myskina   | 6-4, 6-1           |
| 4. | 8 gennaio 2012  | ASB Classic, Auckland                 | Cemento     | Flavia Pennetta      | 2-6, 6-3, 2-0 rit. |

#### Sconfitte (3)
| Legenda: Prima del 2009 | Legenda: Dal 2009     |
| ----------------------- | --------------------- |
| Grande Slam (0)         |                       |
| Argenti Olimpici (0)    |                       |
| WTA Finals (0)          |                       |
| Tier I (0)              | Premier Mandatory (0) |
| Tier II (0)             | Premier 5 (0)         |
| Tier III (0)            | Premier (1)           |
| Tier IV (1)             | International (1)     |

| N. | Data           | Torneo                                          | Superficie  | Avversaria in finale   | Score    |
| 1. | 8 maggio 2005  | Grand Prix SAR La Princesse Lalla Meryem, Rabat | Terra rossa | Nuria Llagostera Vives | 4-6, 2-6 |
| 2. | 22 maggio 2010 | Warsaw Open, Varsavia                           | Terra rossa | Alexandra Dulgheru     | 3-6, 4-6 |
| 3. | 21 giugno 2014 | Topshelf Open, S'Hertogenbosch                  | Erba        | Coco Vandeweghe        | 2-6, 4-6 |

### Doppio

#### Vittorie (15)
| Legenda: Prima del 2009 | Legenda: Dal 2009     |
| ----------------------- | --------------------- |
| Grande Slam (2)         |                       |
| Ori Olimpici (0)        |                       |
| WTA Finals (0)          |                       |
| Tier I (2)              | Premier Mandatory (0) |
| Tier II (2)             | Premier 5 (1)         |
| Tier III (2)            | Premier (2)           |
| Tier IV (3)             | International (1)     |

| N.  | Data             | Torneo                                          | Superficie  | Partner          | Avversarie in finale                       | Score               |
| 1.  | 14 gennaio 2005  | Moorilla Hobart International, Hobart           | Cemento     | Zi Yan           | Anabel Medina Garrigues Dinara Safina      | 6-4, 7-5            |
| 2.  | 12 febbraio 2005 | Bangalore Open, Hyderabad                       | Cemento     | Zi Yan           | Li Ting Tiantian Sun                       | 6-4, 6-1            |
| 3.  | 28 gennaio 2006  | Australian Open, Melbourne                      | Cemento     | Zi Yan           | Lisa Raymond Samantha Stosur               | 2-6, 7-6(7), 6-3    |
| 4.  | 14 maggio 2006   | Qatar Telecom German Open, Berlino              | Terra rossa | Zi Yan           | Elena Dement'eva Flavia Pennetta           | 6-2, 6-3            |
| 5.  | 21 maggio 2006   | Grand Prix SAR La Princesse Lalla Meryem, Rabat | Terra rossa | Zi Yan           | Ashley Harkleroad Bethanie Mattek          | 6-1, 6-3            |
| 6.  | 24 giugno 2006   | Ordina Open, 's-Hertogenbosch                   | Erba        | Zi Yan           | Ana Ivanović Marija Kirilenko              | 3-6, 6-2, 6-2       |
| 7.  | 8 luglio 2006    | Torneo di Wimbledon, Londra                     | Erba        | Zi Yan           | Virginia Ruano Pascual Paola Suárez        | 6-3, 3-6, 6-2       |
| 8.  | 26 agosto 2006   | Pilot Pen Tennis, New Haven                     | Cemento     | Zi Yan           | Lisa Raymond Samantha Stosur               | 6-4, 6-2            |
| 9.  | 15 aprile 2007   | Family Circle Cup, Charleston                   | Terra verde | Zi Yan           | Peng Shuai Tiantian Sun                    | 7-5, 6-0            |
| 10. | 26 maggio 2007   | Internationaux de Strasbourg, Strasburgo        | Terra rossa | Zi Yan           | Alicia Molik Tiantian Sun                  | 6-3, 6-4            |
| 11. | 11 gennaio 2008  | Medibank International, Sydney                  | Cemento     | Zi Yan           | Tetjana Perebyjnis Tat'jana Puček          | 6-4, 7-6(5)         |
|     | 17 agosto 2008   | Bronzo ai Giochi olimpici, Pechino              | Cemento     | Zi Yan           | Al'ona Bondarenko Kateryna Bondarenko      | 6-2, 6-2            |
| 12. | 28 febbraio 2010 | Malaysia Classic, Kuala Lumpur                  | Cemento     | Chan Yung-jan    | Anastasija Rodionova Arina Rodionova       | 6(4)-7, 6-2, [10-7] |
| 13. | 8 agosto 2010    | San Diego Open, San Diego                       | Cemento     | Marija Kirilenko | Lisa Raymond Rennae Stubbs                 | 6-4, 6-4            |
| 14. | 15 maggio 2011   | Internazionali BNL d'Italia, Roma               | Terra rossa | Peng Shuai       | Vania King Jaroslava Švedova               | 6-2, 6-3            |
| 15. | 24 agosto 2013   | New Haven Open at Yale, New Haven (2)           | Cemento     | Sania Mirza      | Anabel Medina Garrigues Katarina Srebotnik | 6-3, 6-4            |

#### Sconfitte (15)
| Legenda: Prima del 2009 | Legenda: Dal 2009     |
| ----------------------- | --------------------- |
| Grande Slam (1)         |                       |
| Argenti Olimpici (0)    |                       |
| WTA Finals (0)          |                       |
| Tier I (1)              | Premier Mandatory (0) |
| Tier II (2)             | Premier 5 (1)         |
| Tier III (2)            | Premier (4)           |
| Tier IV (3)             | International (1)     |

| N.  | Data              | Torneo                                            | Superficie  | Partner            | Avversarie in finale                      | Score               |
| 1.  | 14 giugno 2003    | WTA Austrian Open, Vienna                         | Terra rossa | Zi Yan             | Li Ting Tiantian Sun                      | 3-6, 4-6            |
| 2.  | 13 settembre 2005 | Commonwealth Bank Tennis Classic, Bali            | Cemento (i) | Zi Yan             | Anna-Lena Grönefeld Meghann Shaughnessy   | 3-6, 3-6            |
| 3.  | 25 settembre 2005 | China Open, Pechino                               | Cemento     | Zi Yan             | María Vento-Kabchi Nuria Llagostera Vives | 2-6, 4-6            |
| 4.  | 12 febbraio 2006  | PTT Pattaya Open, Pattaya                         | Cemento     | Zi Yan             | Li Ting Tiantian Sun                      | 6-3, 1-6, 6(5)-7    |
| 5.  | 26 aprile 2006    | Nordea Nordic Light Open, Stoccolma               | Cemento     | Zi Yan             | Eva Birnerová Jarmila Gajdošová           | 6-0, 4-6, 2-6       |
| 6.  | 5 gennaio 2008    | Mondial Australian Women's Hardcourts, Gold Coast | Cemento     | Zi Yan             | Dinara Safina Ágnes Szávay                | 1-6, 2-6            |
| 7.  | 1º marzo 2008     | Dubai Tennis Championships, Dubai                 | Cemento     | Zi Yan             | Cara Black Liezel Huber                   | 5-7, 2-6            |
| 8.  | 22 marzo 2008     | BNP Paribas Open, Indian Wells                    | Cemento     | Zi Yan             | Dinara Safina Elena Vesnina               | 1-6, 6-1, [8-10]    |
| 9.  | 23 maggio 2009    | Warsaw Open, Varsavia                             | Terra rossa | Zi Yan             | Raquel Kops-Jones Bethanie Mattek-Sands   | 1-6, 1-6            |
| 10. | 1º agosto 2010    | Bank of the West Classic, Stanford                | Cemento     | Chan Yung-Jan      | Lindsay Davenport Liezel Huber            | 5-7, 7-6(8), [8-10] |
| 11. | 23 febbraio 2011  | PTT Pattaya Open, Pattaya (2)                     | Cemento     | Sun Shengnan       | Sara Errani Roberta Vinci                 | 6-3, 3-6, [5-10]    |
| 12. | 26 maggio 2012    | Brussels Open, Bruxelles                          | Terra rossa | Alicja Rosolska    | Bethanie Mattek-Sands Sania Mirza         | 3-6, 2-6            |
| 13. | 19 agosto 2012    | Western & Southern Open, Cincinnati               | Cemento     | Katarina Srebotnik | Andrea Hlaváčková Lucie Hradecká          | 1-6, 3-6            |
| 14. | 30 gennaio 2015   | Australian Open, Melbourne                        | Cemento     | Chan Yung-jan      | Bethanie Mattek-Sands Lucie Šafářová      | 4-6, 6(5)-7         |
| 15. | 27 giugno 2015    | AEGON International, Eastbourne                   | Erba        | Chan Yung-jan      | Caroline Garcia Katarina Srebotnik        | 6(5)-7, 2-6         |

## Risultati in progressione
| Sigla | Risultato               |
| ----- | ----------------------- |
| V     | Vincitore               |
| F     | Finalista               |
| SF    | Semifinalista           |
| O     | Oro olimpico            |
| A     | Argento olimpico        |
| SF    | Bronzo olimpico         |
| QF    | Quarti di Finale        |
| 4T    | Quarto turno            |
| 3T    | Terzo turno             |
| 2T    | Secondo turno           |
| 1T    | Primo turno             |
| RR    | Round Robin             |
| LQ    | Turno di qualificazione |
| A     | Assente                 |
| ND    | Non disputato           |

| Legenda superfici    |
| -------------------- |
| Cemento              |
| Terra battuta        |
| Erba                 |
| Superficie variabile |

### Singolare
| Tornei del Grande Slam    |               |               |               |               |               |               |               |               |               |               |         |         |         |    |         |         |
| Australian Open           | A             | Q1            | 1T            | 1T            | 1T            | 1T            | A             | 4T            | SF            | A             | 4T      | 3T      | 3T      | 1T | 0 / 10  | 15–10   |
| Open di Francia           | A             | Q3            | 4T            | 1T            | 2T            | 1T            | 3T            | 2T            | 2T            | 2T            | 2T      | 3T      | 1T      |    | 0 / 10  | 12–11   |
| Wimbledon                 | A             | A             | 1T            | A             | 3T            | A             | SF            | 2T            | 2T            | 2T            | 3T      | 1T      | 2T      |    | 0 / 9   | 13–9    |
| US Open                   | Q2            | Q2            | 1T            | 2T            | 2T            | A             | 3T            | 3T            | 2T            | 2T            | 3T      | 3T      | 1T      |    | 0 / 10  | 12–10   |
| Vittorie-Sconfitte        | 0–0           | 0–0           | 3–4           | 1–3           | 4–4           | 0–2           | 9–3           | 7–4           | 8–4           | 3–3           | 8–4     | 6–4     | 3–3     |    | 0 / 39  | 52–39   |
| Giochi Olimpici           |               |               |               |               |               |               |               |               |               |               |         |         |         |    |         |         |
| Giochi olimpici estivi    | Non disputato | Non disputato | 1T            | Non disputato | Non disputato | Non disputato | 3T            | Non disputato | Non disputato | Non disputato | 1T      | ND      |         |    | 0 / 3   | 2–3     |
| Torneo di fine anno       |               |               |               |               |               |               |               |               |               |               |         |         |         |    |         |         |
| Tournament of Champions   | Non disputato | Non disputato | Non disputato | Non disputato | Non disputato | Non disputato | Non disputato | A             | A             | A             | RR      | A       |         |    | 0 / 1   | 0–3     |
| WTA Premier Mandatory     |               |               |               |               |               |               |               |               |               |               |         |         |         |    |         |         |
| Indian Wells              | A             | A             | A             | A             | 1T            | 2T            | 3T            | 2T            | QF            | 1T            | 3T      | 1T      | 2T      |    | 0 / 9   | 7–9     |
| Miami                     | A             | A             | 2T            | A             | QF            | 2T            | 4T            | 4T            | 2T            | 2T            | 3T      | 2T      | 1T      |    | 0 / 10  | 14–10   |
| Madrid                    | Non disputato | Non disputato | Non disputato | Non disputato | Non disputato | Non disputato | Non disputato | 2T            | 1T            | 1T            | 1T      | 1T      | 2T      |    | 0 / 6   | 2–6     |
| Pechino                   | Tier IV       | Tier IV       | Tier II       | Tier II       | Tier II       | Tier II       | Tier II       | 1T            | A             | 2T            | 1T      | 1T      | A       |    | 0 / 4   | 1–4     |
| WTA Premier 5             |               |               |               |               |               |               |               |               |               |               |         |         |         |    |         |         |
| Dubai                     | Tier II       | Tier II       | Tier II       | Tier II       | Tier II       | Tier II       | Tier II       | 3T            | 1T            | 2T            | Premier | Premier | Premier |    | 0 / 3   | 3–3     |
| Doha                      | Tier III      | Tier III      | Tier II       | Tier II       | Tier II       | Tier II       | 1T            | Non disputato | Non disputato | P             | 1T      | 1T      | A       |    | 0 / 3   | 0–3     |
| Roma                      | A             | A             | Q1            | A             | A             | 1T            | Q1            | 3T            | 1T            | 1T            | 1T      | 2T      | LQ      |    | 0 / 6   | 4–6     |
| Montréal/Toronto          | A             | A             | A             | 3T            | 2T            | A             | A             | 3T            | QF            | 3T            | A       | 1T      | A       |    | 0 / 6   | 10–6    |
| Cincinnati                | Non disputato | Non disputato | Tier III      | Tier III      | Tier III      | Tier III      | Tier III      | 1T            | 1T            | 2T            | 1T      | Q1      | A       |    | 0 / 4   | 1–4     |
| Tokyo                     | A             | A             | 1T            | A             | 1T            | 2T            | A             | 2T            | A             | 1T            | 2T      | A       | A       |    | 0 / 6   | 3–6     |
| Carriera                  |               |               |               |               |               |               |               |               |               |               |         |         |         |    |         |         |
| Giocati                   | 1             | 8             | 18            | 16            | 18            | 10            | 11            | 21            | 18            | 23            | 23      | 17      | 14      | 1  |         |         |
| Titoli                    | 0             | 0             | 0             | 1             | 2             | 0             | 0             | 0             | 0             | 0             | 1       | 0       | 0       | 0  | 4       | 4       |
| Finali                    | 0             | 0             | 0             | 2             | 2             | 0             | 0             | 0             | 1             | 0             | 1       | 0       | 1       | 0  | 7       | 7       |
| Vittorie-sconfitte totali | 1–1           | 7–8           | 10–18         | 24–15         | 25–16         | 7–10          | 22–11         | 27–21         | 23–18         | 18–23         | 25–22   | 17–17   | 3–3     |    | 209–183 | 209–183 |
| Ranking di fine anno      | 183           | 94            | 67            | 44            | 33            | 163           | 25            | 36            | 26            | 48            | 26      | 52      | 91      |    | No. 15  | No. 15  |

## Vittorie contro giocatrici Top 10
| Stagione | 2008 | 2009 | 2010 | 2011 | 2012 | 2013 | Totale |
| Vittorie | 3    | 2    | 2    | 1    | 1    | 3    | 12     |

| #    | Giocatrice             | Ranking | Evento                               | Superficie  | Turno | Punteggio        | Rank. ZJR |
| ---- | ---------------------- | ------- | ------------------------------------ | ----------- | ----- | ---------------- | --------- |
| 2008 |                        |         |                                      |             |       |                  |           |
| 1.   | Ana Ivanović (1)       | 1       | Torneo di Wimbledon, Londra          | Erba        | 3T    | 6-1, 6-4         | 133       |
| 2.   | Agnieszka Radwańska    | 10      | China Open, Pechino                  | Cemento     | 1T    | 6-2, 6-3         | 30        |
| 3.   | Ana Ivanović (2)       | 4       | China Open, Pechino                  | Cemento     | QF    | 7-6(4), 2-6, 6-4 | 30        |
| 2009 |                        |         |                                      |             |       |                  |           |
| 4.   | Dinara Safina          | 1       | LA Tennis Championships, Los Angeles | Cemento     | 3T    | 7-5, 4-6, 6-4    | 23        |
| 5.   | Caroline Wozniacki (1) | 8       | Canadian Open, Toronto               | Cemento     | 2T    | 7-5, 6-3         | 25        |
| 2010 |                        |         |                                      |             |       |                  |           |
| 6.   | Caroline Wozniacki (2) | 3       | Warsaw Open, Varsavia                | Terra rossa | QF    | 6-3, rit.        | 26        |
| 7.   | Elena Dement'eva       | 8       | Canadian Open, Montréal              | Cemento     | 3T    | 7-6(3), 6-4      | 24        |
| 2011 |                        |         |                                      |             |       |                  |           |
| 8.   | Kim Clijsters          | 2       | Canadian Open, Toronto               | Cemento     | 2T    | 3-6, 2-1 rit.    | 82        |
| 2012 |                        |         |                                      |             |       |                  |           |
| 9.   | Marion Bartoli         | 9       | Australian Open, Melbourne           | Cemento     | 3T    | 6-3, 6-3         | 38        |
| 2013 |                        |         |                                      |             |       |                  |           |
| 10.  | Samantha Stosur (1)    | 9       | Sydney International, Sydney         | Cemento     | 1T    | 6-3, 6(7)-7, 6-4 | 42        |
| 11.  | Samantha Stosur (2)    | 9       | Australian Open, Melbourne           | Cemento     | 2T    | 6-4, 1-6, 7-5    | 40        |
| 12.  | Caroline Wozniacki (3) | 10      | Brussels Open, Bruxelles             | Terra rossa | 2T    | 6-2, 6-4         | 51        |